# Дейд (округ, Миссури)
Округ Дейд (англ. Dade County) — округ штата Миссури, США. Население округа на 2009 год составляло 7316 человек. Административный центр округа — город Гринфилд.

## История
Округ Дейд основан в 1841 году.

## География
Округ занимает площадь 1269.1 км2.

## Демография
Согласно оценке Бюро переписи населения США, в округе Дейд в 2009 году проживало 7316 человек. Плотность населения составляла 5.8 человек на квадратный километр.